# Torneo de Shenzhen 2013
El Shenzhen Gemdale Open 2013 fue un evento de tenis WTA International en la femenina. Se disputó en Shenzhen (China), en cancha dura al aire libre, haciendo parte de un par de eventos que hacen de antesala al Abierto de Australia 2013, entre el 31 de diciembre del 2012 y el 6 de enero de 2013 en los cuadros femeninos de singles y dobles, pero la etapa de clasificación se disputó desde el 29 de diciembre.

## Cabezas de serie

### Individuales femeninos
| Tenista           | Ranking | Preclasificada |
| Na Li             | 7       | 1              |
| Marion Bartoli    | 11      | 2              |
| Jelena Janković   | 22      | 3              |
| Hsieh Su-wei      | 25      | 4              |
| Klára Zakopalová  | 28      | 5              |
| Shuai Peng        | 40      | 6              |
| Laura Robson      | 53      | 7              |
| Bojana Jovanovski | 56      | 8              |

### Dobles femeninos
| Tenista                            | Ranking | Preclasificada |
| Hao-Ching Chan Yung-Jan Chan       | 122     | 1              |
| Nina Bratchikova Janette Husárová  | 123     | 2              |
| Alla Kudryavtseva Klara Zakopalova | 145     | 3              |
| Timea Babos Mandy Minella          | 161     | 4              |

## Campeonas

### Individuales femeninos
Na Li venció a  Klára Zakopalová por 6-3, 1-6, 7-5

### Dobles femenino
Chan Hao-ching /  Chan Yung-jan vencen a  Irina Buryachok /  Valeria Solovieva por 6-0 7-5